# Langenweddingen
Langenweddingen is een plaats in de Duitse gemeente Sülzetal. De gemeente ligt in de Landkreis Börde in de deelstaat Saksen-Anhalt. Het dorp telt 2.330 inwoners (2006).

## Treinramp
Op 6 juli 1967, destijds in de DDR, vond hier een ernstige treinramp plaats met 94 doden onder wie veel schoolkinderen, nadat de dubbeldekstrein op een spoorwegovergang in botsing was gekomen met een tankwagen met 15.000 liter brandstof die vervolgens explodeerde.